# آیتزیبر جواریستی
آیتزیبر جواریستی (انگلیسی: Aitziber Juaristi؛ زادهٔ ۲۸ مهٔ ۱۹۷۶) بازیکن فوتبال اهل اسپانیا است.
از باشگاه‌هایی که در آن بازی کرده‌است می‌توان به باشگاه فوتبال اتلتیک بیلبائو، باشگاه فوتبال زنان اتلتیکو مادرید، و باشگاه فوتبال اتلتیکو مادرید اشاره کرد.
وی همچنین در تیم ملی فوتبال Basque Country بازی کرده‌است.